# Jonkowo (gemeente)
De gemeente Jonkowo is een landgemeente in het Poolse woiwodschap Ermland-Mazurië, in powiat Olsztyński.
De zetel van de gemeente is in Jonkowo.
Op 30 juni 2004 telde de gemeente 5361 inwoners.

## Oppervlakte gegevens
In 2002 bedroeg de totale oppervlakte van gemeente Jonkowo 168,19 km², waarvan:
- agrarisch gebied: 48%
- bossen: 38%

De gemeente beslaat 5,92% van de totale oppervlakte van de powiat.

## Demografie
Stand op 30 juni 2004:
| Omschrijving                   | Totaal | Totaal | Vrouwen | Vrouwen | Mannen | Mannen |
| ------------------------------ | ------ | ------ | ------- | ------- | ------ | ------ |
| eenheid                        | aantal | %      | aantal  | %       | aantal | %      |
| inwoners                       | 5361   | 100    | 2631    | 49,1    | 2730   | 50,9   |
| bevolkingsdichtheid (inw./km²) | 31,9   | 31,9   | 15,6    | 15,6    | 16,2   | 16,2   |

In 2002 bedroeg het gemiddelde inkomen per inwoner 1524,96 zł.

## Administratieve plaatsen (sołectwo)
Gamerki, Garzewko, Giedajty, Godki, Gutkowo, Jonkowo, Kajny, Łomy, Mątki, Nowe Kawkowo, Polejki, Porbady, Pupki, Stare Kawkowo, Stękiny, Szałstry, Warkały, Węgajty, Wołowno.
Zonder de status sołectwo : Bałąg, Gamerki Małe, Szelągowo, Wilimowo.

## Aangrenzende gemeenten
Dywity, Gietrzwałd, Łukta, Olsztyn, Świątki